# Limnocnida tanganjicae
Limnocnida tanganjicae is een hydroïdpoliep uit de familie Olindiasidae. De poliep komt uit het geslacht Limnocnida. Limnocnida tanganjicae werd in 1893 voor het eerst wetenschappelijk beschreven door Günther. 